# فلوریان ناگل
فلوریان ناگل (انگلیسی: Florian Nagel؛ زادهٔ ۱۳ مارس ۱۹۹۲) بازیکن فوتبال اهل آلمان است.